# Blaise de Parme
Blaise de Parme ou Blasius de Parma (it. Biagio Pelacani di Parma), né à Costamezzana (it) vers 1347 et mort en 1416 à Parme, est un philosophe, mathématicien et savant italien de la fin du XIVe et du début du XVe siècle.

## Biographie
Il est né dans un hameau près de Parme, .Reçu docteur à Pavie en 1374.  
Il enseigna les mathématiques, la philosophie naturelle, la logique, la médecine, l'astrologie à Pavie et à Bologne, à Padoue, à Florence et à Parme. Il vint à Paris vers 1405. Il est  recteur de l'université de Parme en 1412.  Il meurt à Parme en 1416.
Son œuvre est essentiellement critique à l'égard des théories de ses prédécesseurs. Son intérêt vient surtout du fait qu'à travers elle, la statique du XIIIe siècle et la cinématique du XIVe siècle ont pu parvenir à la connaissance de l'École italienne.
En philosophie naturelle sa principale œuvre est « questions sur la physique » dans laquelle il  commente Aristote et s'intéresse à la physique céleste.  
Dans son commentaire sur le traité De l'âme d'Aristote, Blaise de Parme s’interroge sur la nature du contact entre une sphère et un plan. Se plaçant dans le cadre de la philosophie naturelle aristotélicienne, il pose la question de l'existence « réelle » du point, du plan et de la sphère. La question du contact se pose aussi dans le cadre des mathématiques. Pour y répondre, Blaise noue des liens singuliers entre le problème mathématique et la réalité physique. Ce traité lui vaut des remontrances de l'évêque de Pavie.
Il s'intéresse à la perspective  (questions sur la perspective)  établissant le rapport entre la distance et la taille des choses vues.

## Œuvres
- Tractatus de ponderibus
- Quæstiones super tractatu de latitudinibus formarum
- Quæstiones circa tractatum proportionum magistri Thome Braduardini[4],[5]